# Decipher (entreprise)
 (août 2021).
Decipher, Inc. est une entreprise américaine de jeux. Elle est basée à Norfolk. L'entreprise a d'abord publié des puzzles et des jeux de société avant de se spécialiser dans les jeux de cartes à collectionner et le jeu de rôle. Ils ont notamment édité le Jeu de rôle du Seigneur des Anneaux (Lord of the Rings Role-Playing Game).